# Wildspitze
Wildspitze ( [ˈvɪltˌʃpɪʦə]) je nejvyšší hora Ötztalských Alp a rakouské spolkové země Tyrolsko. Po Großglockneru je to druhá nejvyšší hora Rakouských Alp a celého Rakouska. Leží 12 km severně od hlavního evropského rozvodí, v hřebeni Weisskamm. Jedná se o jeden z nejpopulárnějších cílů v Ötztalských Alpách.
Obvyklé výstupy vedou z Ventu nebo skiareálu Pitztal. Z Ventu se stoupá přes Bresslauer Hütte (Vratislavská chata) na sedélko Mitterkarjoch, ledovcem Taschachferner a na závěr po západním skalnatém hřebeni. Z lyžařského areálu Pitztal se stoupá na sedlo Mittelberg Joch, dále ledovcem Taschachferner a nakonec severozápadním sněhovým hřebenem. Z údolí Pitztal se obvykle chodí pěšky nebo na lyžích dvoudenní túra na chatu Taschachhaus a druhý den na vrchol.

## Historie
Wildspitze přitahuje pozornost již odpradávna. První vážný pokus o slezení této hory je datován rokem 1847. Slavní bratři Schlagintweitovi, kteří o dva roky dříve překročili ve službě pruského krále Himálaj a Karakoram, při svém výstupu neuspěli. Podařilo se to o rok později rolníku z Roffenhofu L. Klotzovi a jeho příteli (jehož jméno se nedochovalo).